# Temple de la renommée de la Ligue américaine de hockey
Pour les articles homonymes, voir Temple de la renommée.

Logo du Temple.

La création du Temple de la renommée de la Ligue américaine de hockey a été annoncée officiellement le 6 janvier 2006 à l'occasion du 70e anniversaire de la ligue. Son siège est situé à Winnipeg dans la province du Manitoba au Canada.
La première cérémonie officielle a vu sept personnalités de la LAH faire leur entrée dans le temple.
Les joueurs sont intronisés chaque année à l'occasion du Match des étoiles de la LAH.

## Liste des membres
La liste ci-dessous présente les membres admis et leur année d'admission .
- 2006 : Johnny Bower, Jack Butterfield, Jody Gage, Fred Glover, Willie Marshall, Frank Mathers, Eddie Shore
- 2007 : Bun Cook, Dick Gamble, Gil Mayer, Mike Nykoluk
- 2008 : Steve Kraftcheck, Noel Price, Tim Tookey
- 2009 : Jim Anderson, Bruce Boudreau, Les Cunningham, Louis Pieri
- 2010 : Macgregor Kilpatrick, John Paddock, Marcel Paillé, Bill Sweeney
- 2011 : Maurice Podoloff, Larry Wilson, Harry Pidhirny, Mitch Lamoureux
- 2012 : Joe Crozier, Jack Gordon, John Stevens, Zellio Toppazzini[2]
- 2013 : Harvey Bennett, Ken Gernander, Jim Morrison, Peter White[3]
- 2014 : Bill Dineen, Al MacNeil, Bob Perreault, John Slaney.
- 2015 : Frédéric Cassivi, James C. Hendy, Bronco Horvath, Art Stratton[4]
- 2016 : Bruce Cline, Ralph Keller, Jean-François Labbé, Bruce Landon [5]
- 2017 : Billy Dea, Bryan Helmer, Rob Murray, Doug Yingst[6]
- 2018 : Jim Bartlett, Don Biggs, Brian Kilrea, Glenn Merkosky[7]
- 2019 : John Anderson, Don Cherry, Murray Eaves, Brad Smyth[8]
- 2020 : Robert Ftorek, Denis Hamel, Darren Haydar, Fred Thurier[9]
- 2021 : David Andrews[10]
- 2022 : Keith Aucoin, Nolan Baumgartner, Dave Creighton, Bill Torrey[11]